# Chrysobothris manchurica
Chrysobothris manchurica es una especie de escarabajo del género Chrysobothris, familia Buprestidae. Fue descrita científicamente por Arakawa en 1932.